# SH2D6
SH2D6 (англ. SH2 domain containing 6) – білок, який кодується однойменним геном, розташованим у людей на 2-й хромосомі. Довжина поліпептидного ланцюга білка становить 175 амінокислот, а молекулярна маса — 19 279.
| 10         |  | 20         |  | 30         |  | 40         |  | 50         |
| ---------- |  | ---------- |  | ---------- |  | ---------- |  | ---------- |
| MYASSYPPPP |  | QLSPRSHLCP |  | PPPHPTPPQL |  | NNLLLLEGRK |  | SSLPSVAPTG |
| SASAAEDSDL |  | LTQPWYSGNC |  | DRYAVESALL |  | HLQKDGAYTV |  | RPSSGPHGSQ |
| PFTLAVLLRG |  | RVFNIPIRRL |  | DGGRHYALGR |  | EGRNREELFS |  | SVAAMVQHFM |
| WHPLPLVDRH |  | SGSRELTCLL |  | FPTKP      |  |            |  |            |

A: Аланін

C: Цистеїн

D: Аспарагінова кислота

E: Глутамінова кислота

F: Фенілаланін

G: Гліцин

H: Гістидин

I: Ізолейцин

K: Лізин

L: Лейцин

M: Метіонін

N: Аспарагін

P: Пролін

Q: Глутамін

R: Аргінін

S: Серин

T: Треонін

V: Валін

W: Триптофан

Задіяний у такому біологічному процесі, як альтернативний сплайсинг. 